# Der letzte Mohikaner

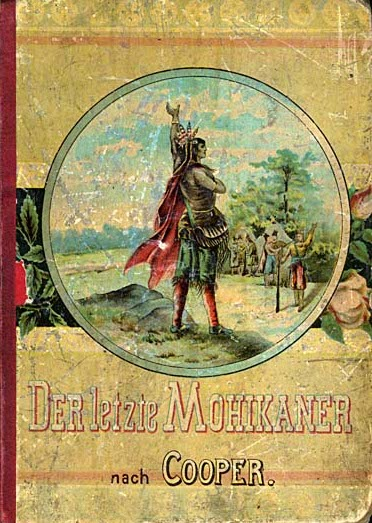
Buchdeckel einer deutschen Ausgabe vom Verlag der Aschendorffschen Buchhandlung, 1899

Der letzte Mohikaner (engl. Originaltitel The Last of the Mohicans) ist ein 1826 erstmals erschienener historischer Roman des amerikanischen Schriftstellers James Fenimore Cooper (1789–1851), dessen Handlung zur Zeit des Siebenjährigen Krieges in Nordamerika angesiedelt ist. Er ist der zweite Roman aus der „Lederstrumpf“-Serie um den Trapper Natty Bumppo. Nicht nur im Titel thematisiert der Roman auch den Untergang nordamerikanischer Indianerstämme durch die vorrückenden europäischen Siedler. Schon im 19. Jahrhundert in Deutschland populär, wurde das geflügelte Wort „der letzte Mohikaner“ für viele letztüberlebende Zeitzeugen oder Anhänger einer Idee sprichwörtlich.
Der italienische Forschungsreisende Giacomo Beltrami, der 1823 einige Monate beim Volk der Sioux gelebt hatte, bezichtigte James Fenimore Cooper nach der Veröffentlichung seines Romans des Plagiats, da in dessen Roman von 1826 die Beschreibungen der Indianer, ihrer Charaktere, ihr Auftreten und ihrer Bräuche mit denen in Beltramis 1824 erstmals in New Orleans veröffentlichten Buch La découverte des sources du Mississippi nahezu identisch waren.

## Inhalt

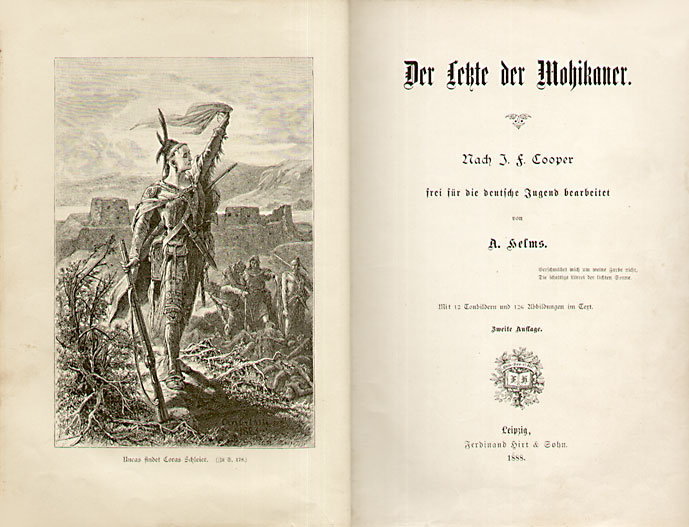
Titelblatt einer deutschen Ausgabe des Verlags Ferdinand Hirt & Sohn, 1888. Die Illustration von Michał Elwiro Andriolli zeigt den Mohikaner Uncas.

Der Roman spielt zur Zeit der Kämpfe der Franzosen gegen die Briten (mit indianischen Verbündeten auf beiden Seiten) um die koloniale Vorherrschaft in Nordamerika im Siebenjährigen Krieg. Aufhänger des Romans ist das historisch verbürgte Massaker an der britischen Garnison von Fort William Henry im Jahr 1757. Rein fiktiv ist hingegen die anschließende Entführung zweier Töchter des Kommandanten, Oberst George Munro. Dieser Handlungsstrang lehnt sich jedoch an ein tatsächliches Ereignis an.
Die Darstellung der mitspielenden Indianerstämme der Mohikaner – vertreten durch Chingachgook und Uncas – und Huronen – mit Magua – ist typisiert und entspricht nicht der Realität. 
In der Erzählung versuchen Uncas und Natty Bumppo genannt Hawkeye (Falkenauge) die beiden entführten Töchter Munros, Cora und Alice, aus den Händen der Huronen zu befreien. Deren Anführer Magua möchte die dunkelhaarige Cora zu seiner Frau machen. Mit dabei sind Major Duncan Heyward, der Geliebte der blonden Alice, und ein Prediger namens David Gamut. Sie werden auf ihrem Weg in tödliche Kämpfe mit den Huronen verwickelt. In der zweiten Hälfte des Romans spielt auch der Stamm der Delawaren eine für die Entwicklung der Geschichte wichtige Rolle. Der Stamm der Delawaren ist eigentlich mit den Huronen verbündet, doch die Mohikaner Chingachgook und Uncas können durch ihre Verwandtschaft mit den Delawaren diesen Stamm auf ihre Seite bringen. Am Ende sterben Uncas und Cora, während der Stamm der Huronen besiegt und Alice befreit wird.
Cooper entwickelt die Geschichte mehr aus vorhandenen Schriften zur Indianergeschichte als aus Kontakt zu tatsächlichen Personen. Dennoch zeigt er tiefes Verständnis für die Kultur der amerikanischen Indianer.
Im Gegensatz zu den anderen Büchern derselben Reihe, die durch die Handlung kaum verknüpft sind, findet Der letzte Mohikaner seine Fortsetzung im chronologisch letzten Band der Reihe, Die Prärie, wo der vor den Siedlern in die Prärie ausgewanderte greise Natty Bumppo einem jungen Enkel von Heyward und Alice begegnet und nun ihm bei der Befreiung seiner Braut hilft.

## Rezeption

### Adaptionen
Seit 1920 wurde das Buch in mehreren Bearbeitungen verfilmt. Da die begrenzten Filmlängen nicht die ganze Thematik des Buches aufgreifen konnten, wurden in den Verfilmungen zumeist die reinen „Action“-Teile aufgegriffen.
Die Handlung des in einigen Quellen als Stoffverfilmung genannten deutschen Stummfilms Die Todesfahrt des weißen Häuptlings (1920) unter der Regie von Joe Stöckel hat, wie alle anderen Filme dieses Regisseurs, keine Ähnlichkeit mit Coopers Roman. Wahrscheinlich handelt es sich um eine Verwechslung mit der Lederstrumpf-Verfilmung des Regisseurs Arthur Wellin (mit Bela Lugosi als Chingachgook), die ebenfalls 1920 entstand.
- Der letzte Mohikaner (1920) – Regie: Clarence Brown und Maurice Tourneur
- Lederstrumpf (Teil 1: Der Wildtöter und Chingachgook, Teil 2: Der letzte Mohikaner) (1920) – Regie: Arthur Wellin
- Der letzte Mohikaner (1932) – Regie: Ford Beebe und B. Reeves Eason
- Der Letzte der Mohikaner (1936) – Regie: George B. Seitz
- Uncas, der Letzte seines Stammes (1947)  – Regie: George Sherman
- Der letzte Mohikaner (1956) (Fernsehfilm) – Regie: Hans Joachim Hildebrandt
- Der letzte Mohikaner (1965) – Regie: Harald Reinl
- Lederstrumpf – Der letzte Mohikaner (1965) – Regie: Mateo Cano
- Die Lederstrumpferzählungen (Teil 2: Der letzte Mohikaner) (1969) (Fernsehfilm) – Regie: Jean Dréville und Pierre Gaspard-Huit, mit Hellmut Lange
- Der letzte Mohikaner (1971) (Fernsehserie) – Regie: David Maloney
- Der letzte Mohikaner (1977) (Fernsehfilm) – Regie: James L. Conway
- Der letzte Mohikaner (1992) – Regie: Michael Mann, mit Daniel Day-Lewis

Die Fernsehserie South Park parodiert den Titel in Folge 9 der 15. Staffel: „Der letzte Meheekaner“ (Originaltitel: „The last of the Meheecans“).
Daneben wird die Person des Chingachgook im Lied Indianer der deutschen Popgruppe Pur erwähnt. Der DEFA-Film Chingachgook, die große Schlange basiert auf Motiven aus Coopers Lederstrumpf-Roman Der Wildtöter.
Eine gleichnamige Comic-Adaption des französischen Comiczeichners Cromwell ist im Juni 2010 im deutschen Splitter-Verlag erschienen. Für diese Graphic Novel malte Cromwell Gemälde, die als Grundlage für die einzelnen Seiten verwendet wurden. Dabei wurde weitgehend auf die klassische Panelstruktur verzichtet, um eine möglichst düstere Atmosphäre zu erzeugen.

## Textausgaben (Auswahl)

### Deutsche Ausgaben
Bereits wenige Jahre nach Erscheinen des Originals gab es eine Reihe von sehr oberflächlichen Übersetzungen ins Deutsche, die meist für jugendliche Leser bearbeitet waren. Erst 2013 erschien erstmals eine vollständige und korrekte Übertragung von Karen Lauer, die dem Sprachstil des Originals nachempfunden ist.
- Der letzte Mohikaner. Übersetzung von Leonhard Tafel, Verlag S. G. Liesching 1841. (Online-Kopie)
- J. F. Coopers Lederstrumpf. Der letzte Mohikaner. Roman. Neu übersetzt von Günter Löffler. Lizenzausgabe mit freundlicher Genehmigung des Verlags Neues Leben, Berlin. Bestseller der Weltliteratur im Heyne Verlag, Band Nr. 8/II, München 1969.
- Der letzte Mohikaner. Vollständige Ausgabe. Bearbeitete Übersetzung von E. Kolb u. a. durch Rudolf Drescher, Illustrationen von D. E. Darley. Insel-Taschenbuch 180, 1. Auflage, Frankfurt am Main 1977, ISBN 3-458-01880-8.
- Der letzte Mohikaner: ein Bericht über das Jahr 1757. Übersetzung von Leonhard Tafel. Diogenes-Taschenbuch 21816, Zürich 1989, ISBN 3-257-21816-8.
- Der letzte Mohikaner. Übersetzung von Clemens August Fischer, Illustrationen von Max Slevogt. Dressler Verlag, Hamburg 1999, ISBN 3-7915-3582-X.
- Der letzte Mohikaner: eine Lederstrumpferzählung. Übersetzung von Hermann Gerstner. 2. Auflage, Arena-Taschenbuch 0264, Würzburg 2002, ISBN 3-401-00264-3.
- Der letzte Mohikaner. Ein Bericht aus dem Jahre 1757. Übersetzung von Karen Lauer. Carl Hanser Verlag, München 2013, ISBN 978-3-446-24135-0.

### Englische Ausgaben
- The last of the Mohicans. John Miller, London 1826, 3 Bände (Online-Kopien: Band 1, Band 2, Band 3)
- The last of the Mohicans. Charles Scribner’s Sons, New York 1937 (Online-Kopie)